# Кейн (округ, Юта)
Округ Кейн (англ. Kane County) располагается в штате Юта, США. Официально образован в 1864 году. По состоянию на 2010 год, численность населения составляла 7125 человек.

## География
По данным Бюро переписи США, общая площадь округа равняется 10 642,321 км2, из которых 10 334,110 км2 суша и 305,620 км2 или 2,900 % это водоемы.

## Население
По данным переписи населения 2000 года в округе проживает 6 046 жителей в составе 2 237 домашних хозяйств и 1 628 семей. Плотность населения составляет 1,00 человек на км2. На территории округа насчитывается 3 767 жилых строений, при плотности застройки менее 1,00-го строения на км2. Расовый состав населения: белые — 96,00 %, афроамериканцы — 0,03 %, коренные американцы (индейцы) — 1,55 %, азиаты — 0,22 %, гавайцы — 0,05 %, представители других рас — 0,74 %, представители двух или более рас — 1,41 %. Испаноязычные составляли 2,32 % населения независимо от расы.
В составе 32,20 % из общего числа домашних хозяйств проживают дети в возрасте до 18 лет, 64,60 % домашних хозяйств представляют собой супружеские пары проживающие вместе, 6,00 % домашних хозяйств представляют собой одиноких женщин без супруга, 27,20 % домашних хозяйств не имеют отношения к семьям, 23,30 % домашних хозяйств состоят из одного человека, 10,20 % домашних хозяйств состоят из престарелых (65 лет и старше), проживающих в одиночестве. Средний размер домашнего хозяйства составляет 2,67 человека, и средний размер семьи 3,21 человека.
Возрастной состав округа: 29,40 % моложе 18 лет, 6,80 % от 18 до 24, 21,20 % от 25 до 44, 25,90 % от 45 до 64 и 25,90 % от 65 и старше. Средний возраст жителя округа 39 лет. На каждые 100 женщин приходится 98,30 мужчин. На каждые 100 женщин старше 18 лет приходится 94,10 мужчин.
Средний доход на домохозяйство в округе составлял 34 247 USD, на семью — 40 030 USD. Среднестатистический заработок мужчины был 30 655 USD против 20 406 USD для женщины. Доход на душу населения составлял 15 455 USD. Около 5,50 % семей и 7,90 % общего населения находились ниже черты бедности, в том числе — 9,30 % молодежи (тех, кому ещё не исполнилось 18 лет) и 5,40 % тех, кому было уже больше 65 лет.